# Gail Kimová
Gail Kimová (* 20. února 1977) je kanadská profesionální wrestlerka korejského původu, která momentálně pracuje pro Total Nonstop Action Wrestling (TNA). Je také známa pro svoje působení ve World Wrestling Entertainment (WWE), kde již ve svém prvním zápase získala WWE Women's titul.
Svoji kariéru začala jako La Felina v kanadském nezávislém okruhu a to předtím, než se v roce 2002 připojila k WWE pod svým pravým jménem, Gail Kim. Ve svém debutovém zápase získala WWE Women's titul. Když byla v roce 2004 z WWE propuštěna, začala v září dalšího roku působit pro TNA. Tam se stala manažerkou týmu America's Most Wanted. V říjnu 2007 se stala inaugurační TNA Women's Knockout šampionkou. Později roku 2008 opustila TNA a o pár měsíců později se opět vrátila do WWE. 5. srpna 2011 oznámila pomocí svého účtu na Twitteru že z WWE opět odešla. Následující měsíc se vrátila do TNA.

## Osobní život
Gail Kimová se narodila v Torontu v Ontariu (Kanada) 20. února 1977. Na univerzitě v Torontu se specializovala na kineziologii. Před tím, než podepsala smlouvu s WWE, podstoupila operaci pro zvětšení prsů. V době práce pro WWE jeden z jejich implantátů praskl což vedlo k tomu, že se dva týdny neukazovala na televizních obrazovkách.
Kimová si vzala hvězdného šéfkuchaře Roberta Irvineho 10. května 2012. Pár se setkal na natáčení pořadu Dinner: Impossible.

## Ve wrestlingu
- Zakončovací chvaty
  - Christo / Flying Dragon (Tilt-a-whirl headscissors armbar)
  - Eat Defeat (Inverted stomp facebreaker) - 2009-současnost
  - Happy Ending (Straight jacket neckbreaker) - TNA; ve WWE používáno jako normální chvat
  - Hurricanrana pin - WWE; 2002-2004
  - Over the shoulder back to belly piledriver - TNA
- Ostatní chvaty
  - Diving leg drop
  - Dragon sleeper
  - Front missile dropkick
  - Over the shoulder single leg boston crab
  - Springboard arm drag
  - Toronto Slam (Double leg slam)
- Manažeři
  - Karen Jarrettová
  - Madison Rayne
- Jako manažerka
  - America's Most Wanted (Chris Harris a James Storm)
  - Molly Holly
  - Jeff Jarrett
  - Eve Torres
  - Daniel Bryan
- Theme songy
  - "International Woman" od Dara Shindler (WWE; 2002-2004)
  - "Unstoppable" od Dale Oliver (TNA; 2005-2008, 2011)
  - "Strong and Sexy" od Jim Johnston (WWE; 2009-2011)
  - "Puppet on a String" od Dale Oliver

## Šampionáty a ocenění
- Apocalypse Wrestling FederationGail Kim v únoru 2012 s TNA Women's a Knockout Tag Team tituly.
  - Diva roku (2001)
- Funking Conservatory
  - FC Women's šampionka (1krát)
- Pro Wrestling Illustrated

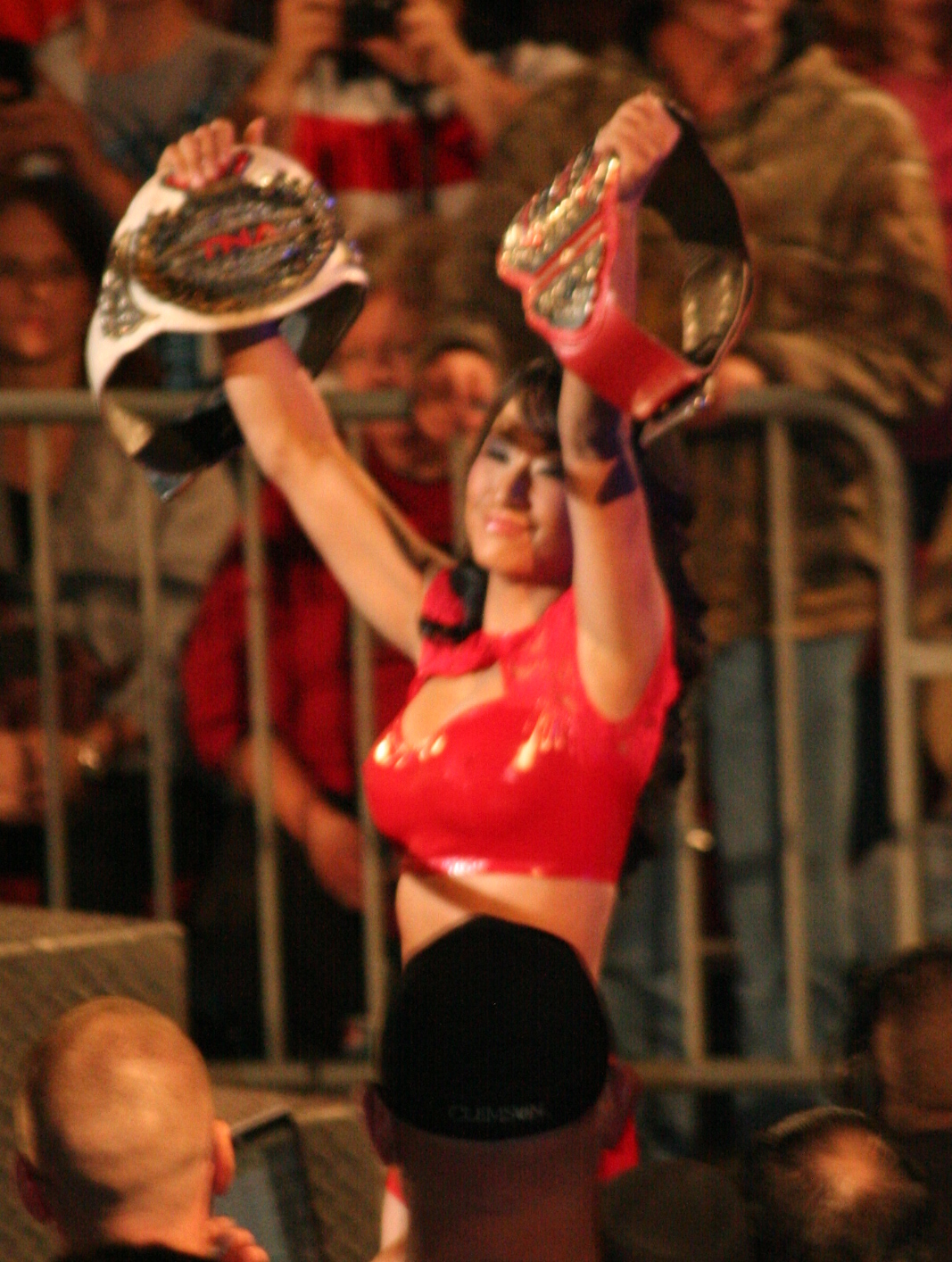
Gail Kim v únoru 2012 s TNA Women's a Knockout Tag Team tituly.

  - Magazín PWI ji zařadil na 3. místě v žebříčku 50 nejlepších wrestlerek roku 2008 PWI Female 50
- Total Nonstop Action Wrestling
  - TNA Knockouts Tag Team šampionka (1krát) - s Madison Rayne
  - TNA Women's Knockout šampionka (2krát)
  - Knockout roku (2007)
- World Wrestling Entertainment
  - WWE Women's šampionka (1krát)